# Sufragio femenino en Wyoming
El sufragio femenino es un derecho recogido por la legislación del Territorio y posteriormente Estado de Wyoming.

## Antecedentes de sufragio femenino en los Estados Unidos

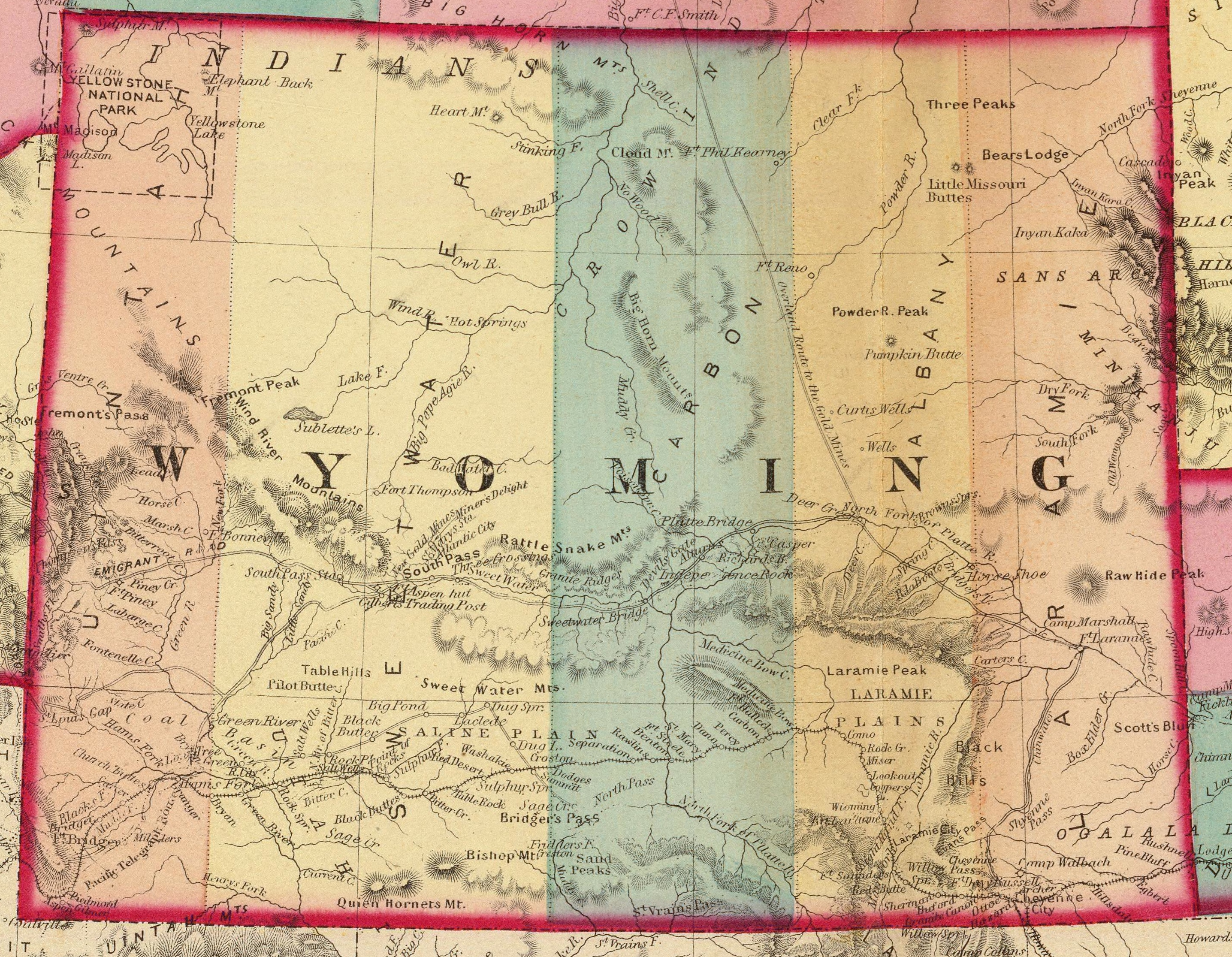
Wyoming en 1872

Wyoming aprobó el derecho al voto de las mujeres el 10 de diciembre de 1869, siendo uno de los primeros territorios del planeta en hacerlo y el primero en que este derecho se ha mantenido de forma continuada.
Desde la década de 1820, las mujeres habían obtenido el derecho limitado al voto en algunos estados. Nueva Jersey mantuvo este derecho hasta que lo eliminó la constitución estatal de 1844.
La idea de dar el voto a las mujeres había tenido fuerte apoyo en el Partido Republicano antes de la Guerra Civil, pero tras esta los republicanos había puesto más énfasis en los derechos de los antiguos esclavos y dejado de lado los derechos de las mujeres, algunas de las cuales se sentían traicionadas por ello.
Los territorios del Oeste habían manifestado propensión a facilitar el voto femenino. En 1854, la legislatura del Territorio de Washington trató infructuosamente de aprobarlo, como pasó también en Nebraska en 1856 y en Dakota a principios de 1869. En el Congreso federal, un senador presentó tras la guerra una propuesta que habría dado el voto a todas las mujeres de los territorios, aunque no se aprobó. Tampoco prosperó una propuesta de enmienda a la Constitución que habría dado el voto a todas las mujeres en los estados y territorios en 1868. Tras Wyoming, el Territorio de Utah adoptó el sufragio femenino en febrero de 1870.

## Wyoming tras la Guerra de Secesión

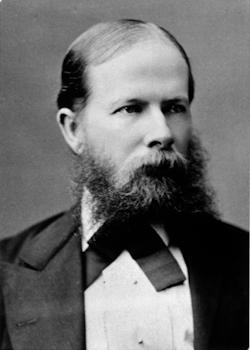
John A. Campbell, gobernador del territorio.

Al final de la Guerra de Secesión, el Congreso de los Estados Unidos estaba controlado por una sólida mayoría republicana, partidaria de conceder iguales derechos a los ciudadanos de todas las etnias, lo que se reflejó en la decimocuarta enmienda. Esto llevaría el derecho al voto de las personas negras, recogido en la decimoquinta. La decimocuarta enmienda se promulgó (fue aprobada por un número suficiente de estados) el 9 de julio de 1868. La decimoquinta se propuso en febrero de 1869 y se promulgó en febrero de 1870. El territorio de Wyoming se constituyó el 25 de julio de 1868.
Las elecciones presidenciales de 1868 dieron al republicano Ulysses S. Grant la presidencia de los Estados Unidos. Aunque el territorio era un baluarte del Partido Demócrata, el gobierno federal nombró una administración republicana para el nuevo territorio, con John Campbell como gobernador y Joseph A. Carey como fiscal general. Tras llegar al territorio en mayo de 1869, Carey emitió una opinión vinculante por la cual ninguna persona podía ser privada del voto por razón de su raza. Esta declaración se consideró una forma de atraer a los votantes de color hacia el bando republicano en las elecciones de septiembre de 1869. Finalmente, estas elecciones fueron una victoria aplastante de los demócratas que ganaron los 22 escaños de la legislatura territorial.
La legislatura territorial de Wyoming inauguró sus sesiones en Cheyenne en octubre de 1869 y aprobó una serie de medidas en favor de las mujeres: se permitió que asistieran a las reuniones de la legislatura, se garantizó que los enseñantes cobrarían el mismo salario con independencia de su sexo (una norma muy relevante porque la mayoría eran maestras) y se garantizó que las mujeres casadas conservaran sus derechos de propiedad, separados de los de sus maridos.

## Proceso de aprobación
El Territorio de Wyoming tenía en los 1860s una población blanca muy masculinizada, con seis hombres por cada mujer según el censo de 1870. Los nativos americanos no contaban como ciudadanos, pero sí las otras minorías representadas por afroamericanos procedentes del este y trabajadores de origen chino que habían llegado para construir el ferrocarril.
Había un argumento racial en la concesión del voto -y otros derechos- a las mujeres, ya que se esperaba que más mujeres blancas acudieran al territorio.
Como estrategia política, los demócratas asumían que las mujeres les votarían por haber apoyado su causa. Y además existía la posibilidad de dejar en mal lugar al gobernador republicano, ya que si no refrendaba la ley del voto a las mujeres quedaría mal con ellas, al tiempo que si la apoyaba ayudaría al Partido Demócrata.
Otro argumento para apoyar el voto femenino era la pérdida de población del territorio. Las principales actividades económicas (construcción del ferrocarril y minería de oro) estaban en aquel momento en declive. Hacía falta atraer inmigrantes con noticias positivas y crear familias para favorecer el incremento vegetativo de la población.
Los argumentos utilizados para aprobar la legislación del voto femenino no se conservan por escrito, y solo existen referencias indirectas por la prensa de la época y las entrevistas a los legisladores. El proponente de la norma fue William Bright, un virginiano que había luchado con la Unión en la Guerra Civil y que regentaba una cantina en South Pass City, una ciudad muy afectada por la decadencia de la minería del oro. Era un demócrata convencido al parecer inició la propuesta basándose en los argumentos racistas. Se especuló entonces que podría haberla iniciado como una broma, pero esto choca con la evidencia de que se dedicó mucho tiempo en su discusión.
La legislatura territorial de Wyoming era bicameral. Nueve miembros formaba el Council, que era el equivalente al senado en los estados, y trece formaban la House, cámara de representantes. Bright presidía el Council y fue allí donde introdujo la propuesta, que fue aprobada por seis votos contra dos, tras varios intentos de modificarla.
En la cámara de representantes se modificó la redacción, subiendo la edad del voto de 18 a 21 años. Se aprobó por siete votos a favor, cuatro en contra y una abstención.

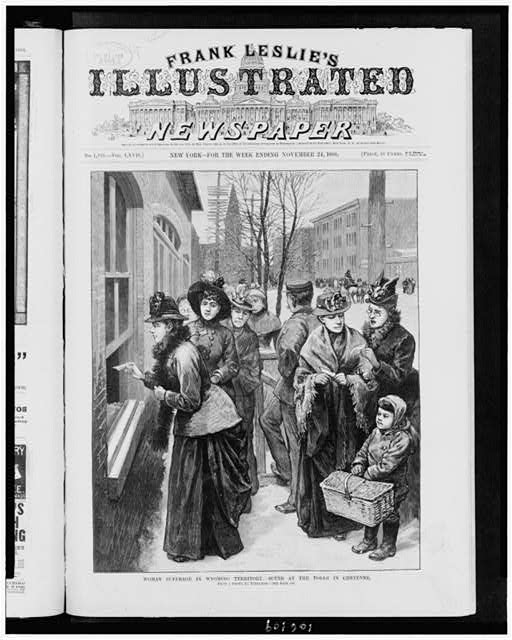
Mujeres votando en Cheyenne en 1888.

Tras la aprobación por ambas cámaras, era necesario el refrendo por el gobernador Campbell. La propuesta se firmó y pasó a ser ley el 10 de diciembre de 1869.

## Aplicación de la ley
La ley permitía no solo el derecho de sufragio, sino también el de presentarse a las elecciones y ostentar los cargos electos. A inicios de 1870 Esther Hobart Morris fue elegida juez de paz, primera vez en que se elegía a una mujer para algún cargo con la nueva norma. Otras jueces fueron elegidas en Laramie en 1870 y 1871.
En las elecciones para representante territorial en el Congreso, en septiembre de 1870, unas mil mujeres ejercieron su derecho al voto. El voto femenino, en contra de lo previsto, se decantó por los republicanos y fue este partido el que ganó el puesto. En 1871 hubo elecciones territoriales y aunque los demócratas ganaron, algunos candidatos republicanos consiguieron escaños. Por ello los políticos demócratas locales se replantearon la cuestión del voto femenino al que achacaban la derrota,  y intentaron derogar este derecho. Consiguieron la mayoría de dos tercios en la cámara, pero no en el Council, de manera que el gobernador Campbell pudo vetar la derogación, que no se volvería a intentar.